# Zhu Bo
Zhu Bo (en chino: 朱波; Dalian, China; 24 de septiembre de 1960) es un exfutbolista y entrenador chino que jugaba en la posición de defensa.

## Carrera

### Club
| Periodo   | Club               |
| --------- | ------------------ |
| 1978–1993 | Bayi Football Team |
| 1994–1997 | Shenzhen Feiyada   |

### Selección nacional
Debutó con China el 4 de diciembre de 1983 en una victoria por 2-1 ante Australia en un partido amistoso. Participó en 3 ediciones de la Copa Asiática, en dos ediciones de los Juegos Asiáticos y en los Juegos Olímpicos de Seúl 1988. Se retiraría de la selección nacional en 1993 con la que anotó un gol en 86 partidos.

### Entrenador
| Periodo   | Club                  |
| --------- | --------------------- |
| 2004      | Hunan Shoking         |
| 2005      | Yunnan Lijiang Dongba |
| 2006      | Nanchang Hengyuan     |
| 2008–2009 | Changsha Ginde        |
| 2011      | Shenzhen Phoenix      |
| 2011–2012 | Guangzhou R&F         |
| 2013      | Shenzhen Fengpeng     |
| 2015      | Yinchuan Helanshan    |

## Logros
- Liga Jia-A: 1981, 1986
- Liga Jia-C: 1994
- Liga Jia-B: 1995